# Phyllosphingia dissimilis
Genre
Espèce
Phyllosphingia dissimilis est une espèce de lépidoptères de la famille des Sphingidae, de la sous-famille des Smerinthinae et de la tribu des Smerinthini.
Elle est l'unique représentante du genre monotypique Phyllosphingia .

## Description
L'envergure de l'imago varie de 93 à 130 mm.

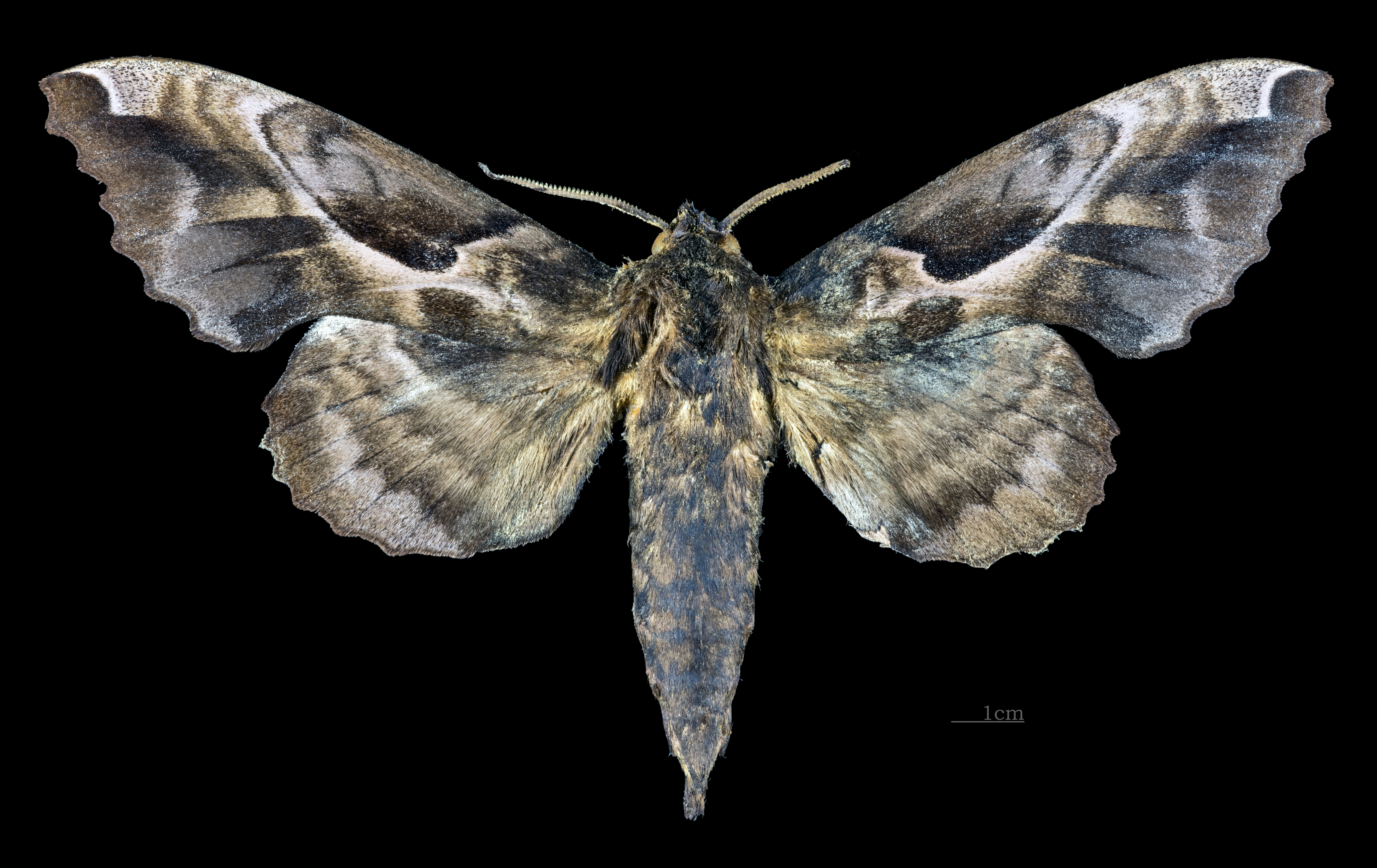
Face dorsale du mâle (coll.MHNT)
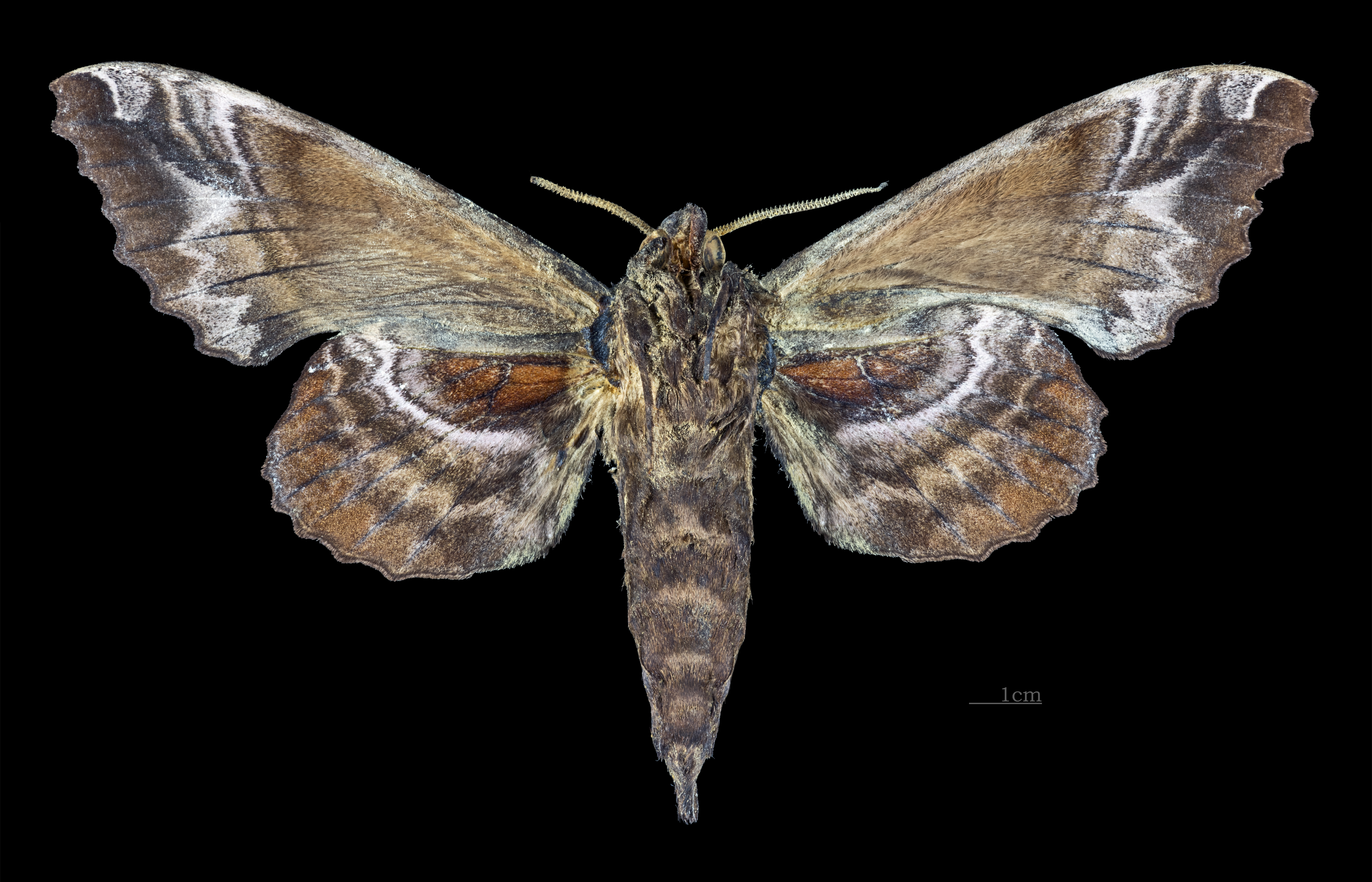
Face ventrale du mâle (coll.MHNT)
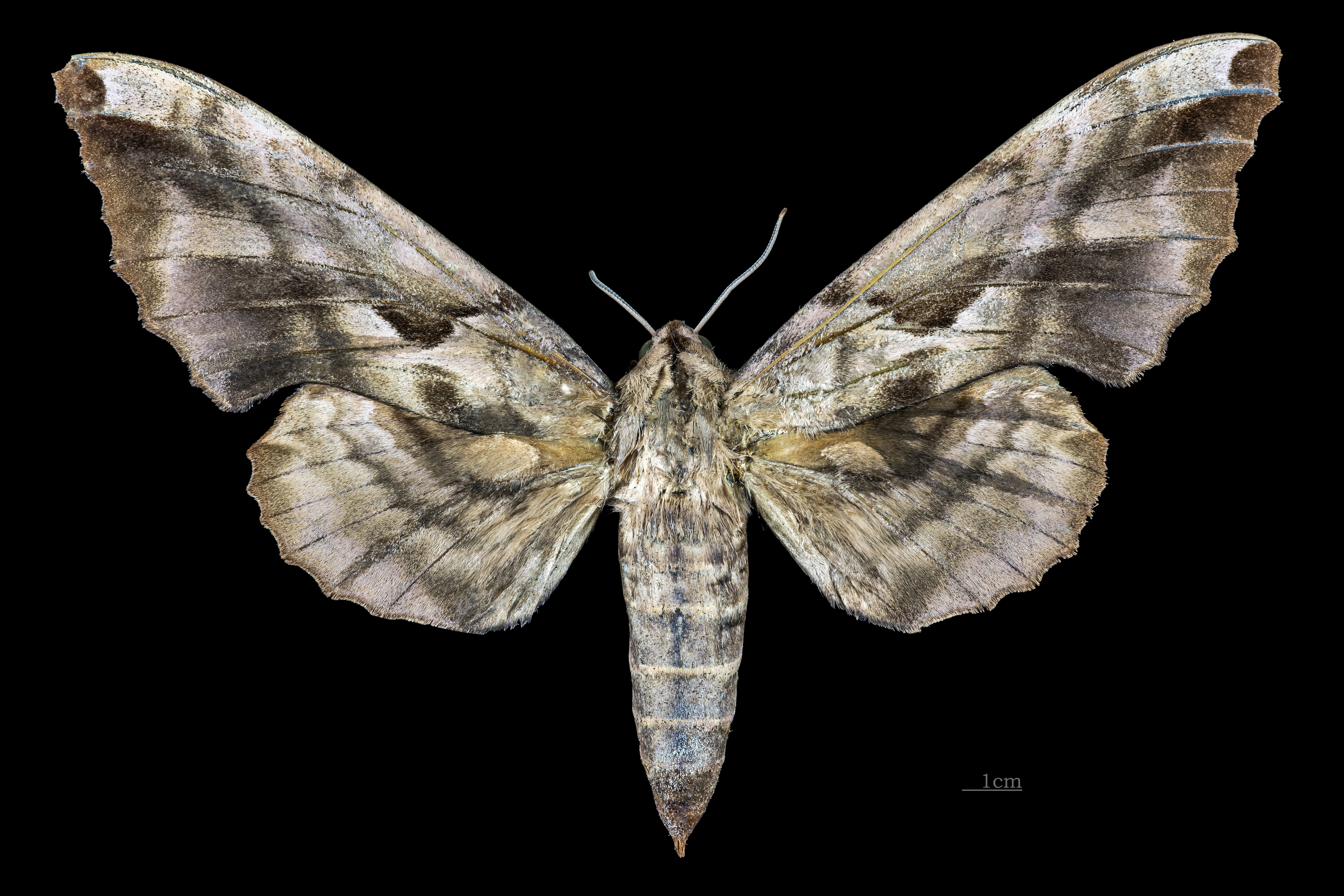
Face dorsale de la femelle (coll.MHNT)
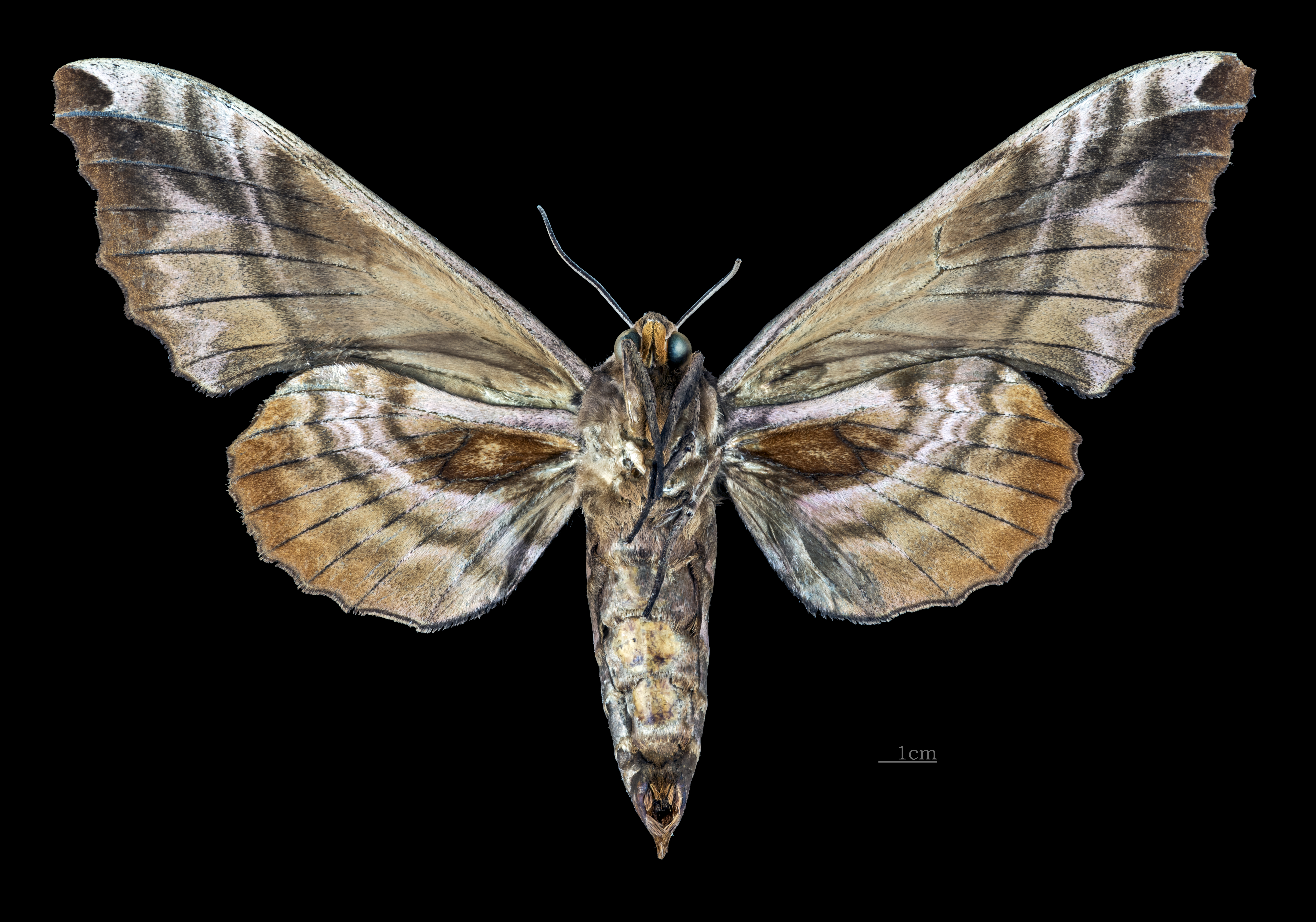
Face ventrale de la femelle (coll.MHNT)

## Répartition et habitat
Répartition
L'espèce est connue en Extrême-Orient russe, en Chine orientale et centrale, à Taïwan, dans la péninsule coréenne et au Japon.L a sous-espèces  Phyllosphingia dissimilis Perundulans est présent au Népal, dans le nord-est de l'Inde, en Birmanie, dans le nord de la Thaïlande.
Habitat
Les plaines et des lisières de forêt.

## Biologie
Il y a une génération par an dans le nord de la Chine, les imagos volent de mai à juillet. Plus au sud, il y a deux générations. Des adultes ont été vus de la mi-mai à la mi-août en Corée.
- Les chenilles se nourrissent de Carya cathayensis, Juglans mandschurica et Juglans regia en Chine, Juglans mandschurica dans Primorskiy Kray et Prunus serrulata var. spontanea en Corée.

## Systématique
L'espèce Phyllosphingia dissimilis a été décrite par l'entomologiste russe (Otto Vasilievich Bremer, 1861) sous le nom initial de Triptogon dissimilis.
Son genre actuel Phyllosphingia, dont elle est l'espèce type et l'unique espèce, a été décrit par l'entomologiste Charles Swinhoe en 1897 .
- La localité type est la région de la rivière Oussouri.

### Synonymie
Pour le genre
- Clarkia Tutt, 1902[3]
- Clarkunella Strand, 1943[4]

Pour l'espèce
- Triptogon dissimilis Bremer, 1861 protonyme
- Phyllosphingia dissimilis hoenei Clark, 1937[5]
- Phyllosphingia dissimilis jordani Bryk, 1946
- Phyllosphingia dissimilis sinensis Jordan, 1911[6]

### Liste des sous-espèces
- Phyllosphingia dissimilis dissimilis  (Bremer, 1861)
- Phyllosphingia dissimilis perundulans (Swinhoe, 1897)[2]

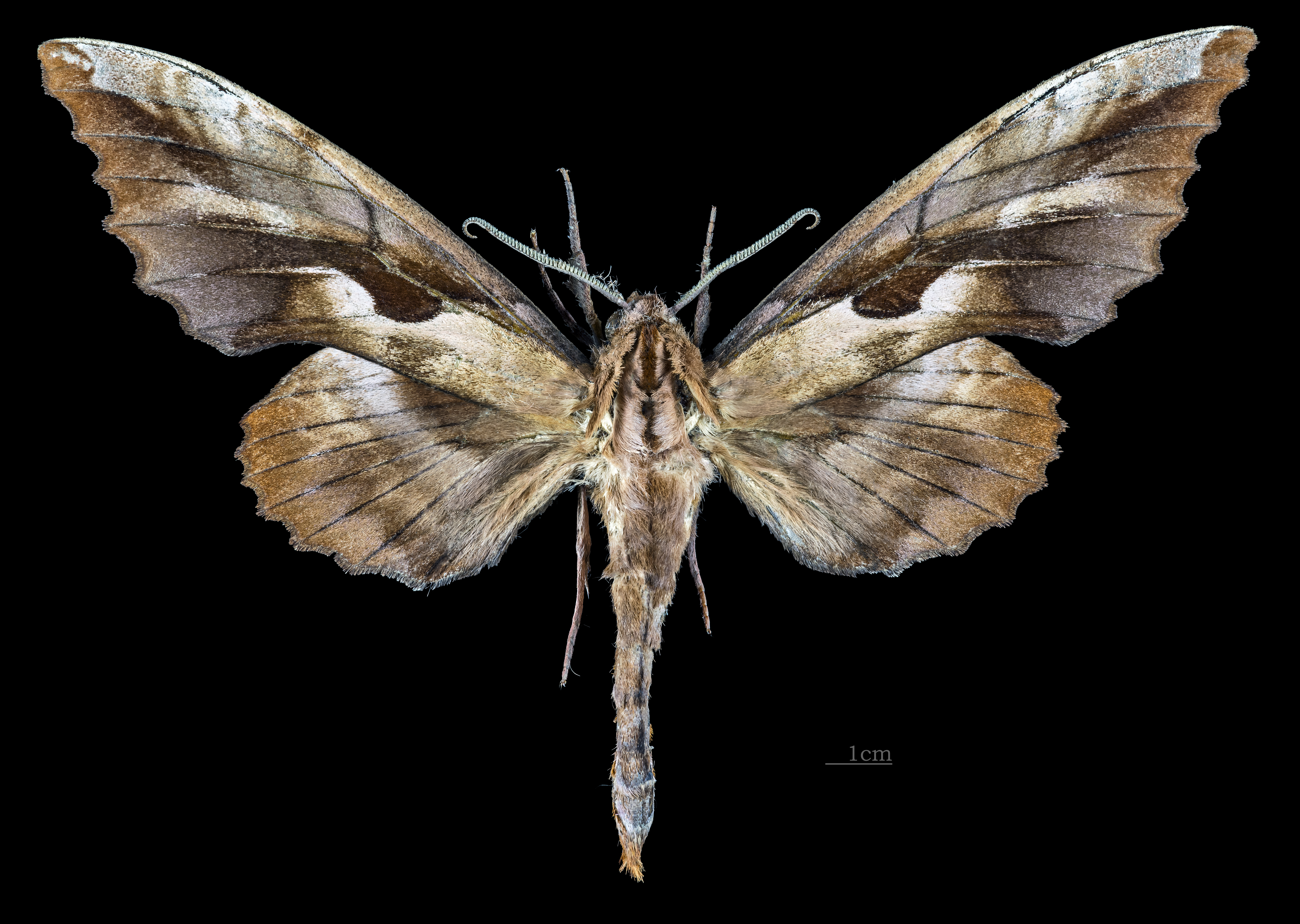
Phyllosphingia dissimilis perundulans face dorsale (coll.MHNT)
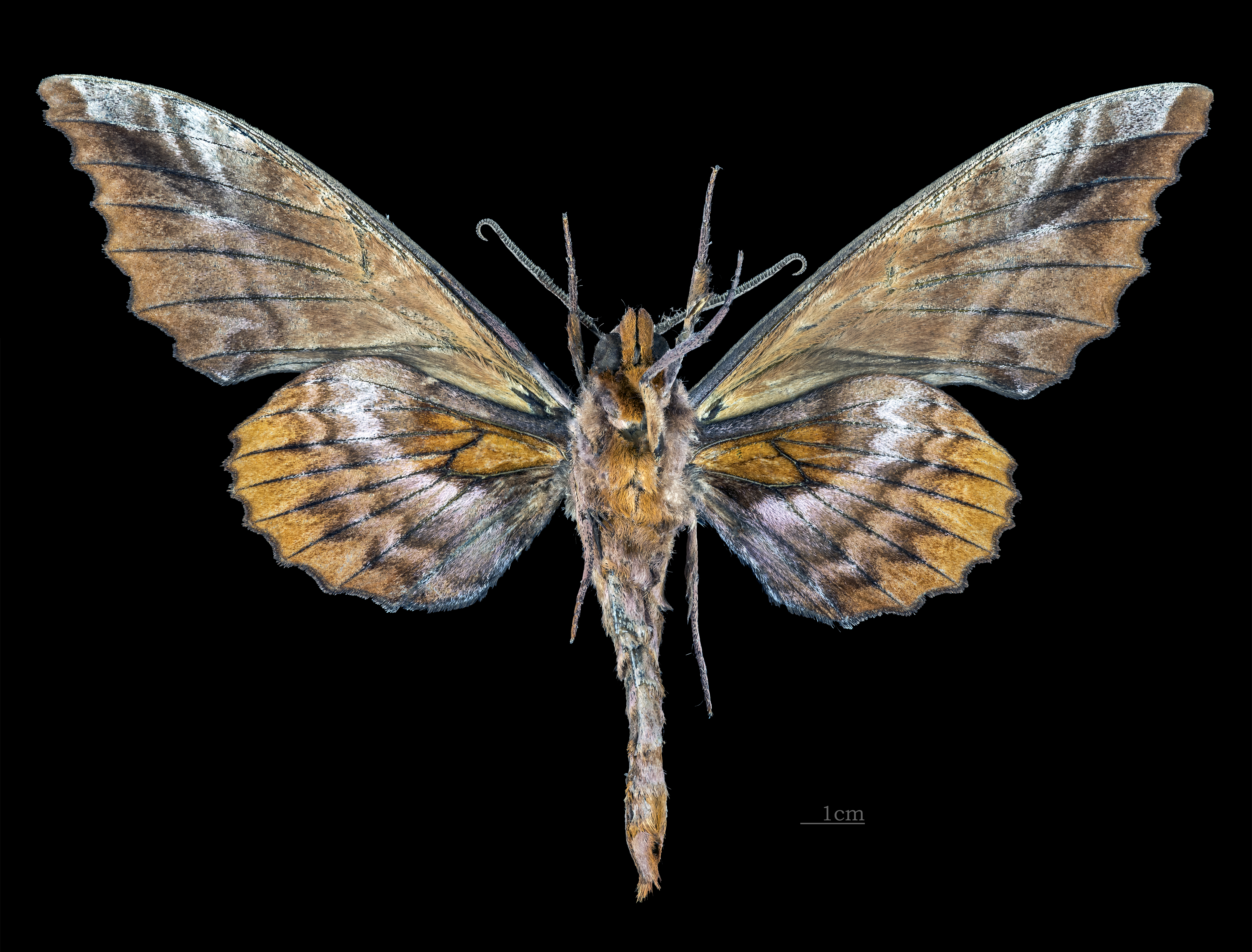
Phyllosphingia dissimilis perundulans Revers (coll.MHNT)